# Leucadi
Leucadi (en grec antic Λευκάδιος) va ser, segons una tradició transmesa per Estrabó, un fill d'Icari i germà d'Alizeu i de Penèlope, casada amb Odisseu.
Icari va ser expulsat de Lacedemònia on regnava el seu germà Tindàreu, per Hipocoont. Però més endavant Hèracles va restaurar Tindàreu al tron, matant Hipocoont i els seus dotze fills. Leucadi es va quedar a Acarnània, el país on s'havia exiliat, ja que allà hi havia creat un petit regne. Ell (o potser el seu fill, que també es deia Leucadi) és l'epònim de l'illa de Lèucada, i de la ciutat amb aquest mateix nom, que va fundar.